# Achter de Vest
De Achter de Vest is een straat aan de rand van de binnenstad van de Noord-Hollandse stad Hoorn. De straat loopt van het kruispunt met de Koepoortplein en de Noorderstraat naar de Pakhuisstraat.  De straat ligt achter de Onder de Boompjes. De Achter de Vest ligt in het verlengde van de Noorderstraat en loopt deels evenwijdig met de Draafsingel.
Ter hoogte van de Maria- of Kruittoren heeft de stadswal nog de originele hoogte. Een gedeelte van de stadswal wordt begrensd door een gemetseld muurtje. Tussen twee poortjes (de Sint Sebastiaanspoort en de Sint Jorispoort) is een gymnastieklokaal gebouwd, dit pand is een gemeentelijk monument en de poortjes zijn samen een rijksmonument.

## Geschiedenis
De huidige straat Achter de Vest werd voor het eerst in een akte van 1 februari 1391 genoemd. In die tijd betrof het een erf binnen de veste. Volgens Velius waren er drie verschillende vesten:
1. Tussen de Wester- en Noorderpoort
2. Tussen de Koe- en Oosterpoort (dit is de huidige Achter de Veste)
3. Tussen de Oosterpoort en de Zuiderzee

Tussen 1823 en 1832 loopt de straat Achter de Veste van de Veemarkt tot aan de Koepoort, tegenwoordig is dit de Noorderstraat. In 1888 is de straat officieel Achter de Vest gaan heten. De andere delen zijn sindsdien officieel het Koepoortsplein en Noorderstraat.

## Verloop
De straat loopt langs de Koepoortsgracht (een deel van de Draafsingel) tussen het Koepoortsplein naar de Pakhuisstraat. Bij de Pakhuisstraat loopt de straat tegen het gebouwencomplex 't Jeudje aan. Onderwijl kruist de straat geen stegen of andere straten.

## Monumenten
Aan de straat bevinden zich meerdere rijksmonumenten en een aantal gemeentelijke monumenten. Tenzij anders vermeld gaat het om rijksmonumenten, het gaat om de volgende panden:

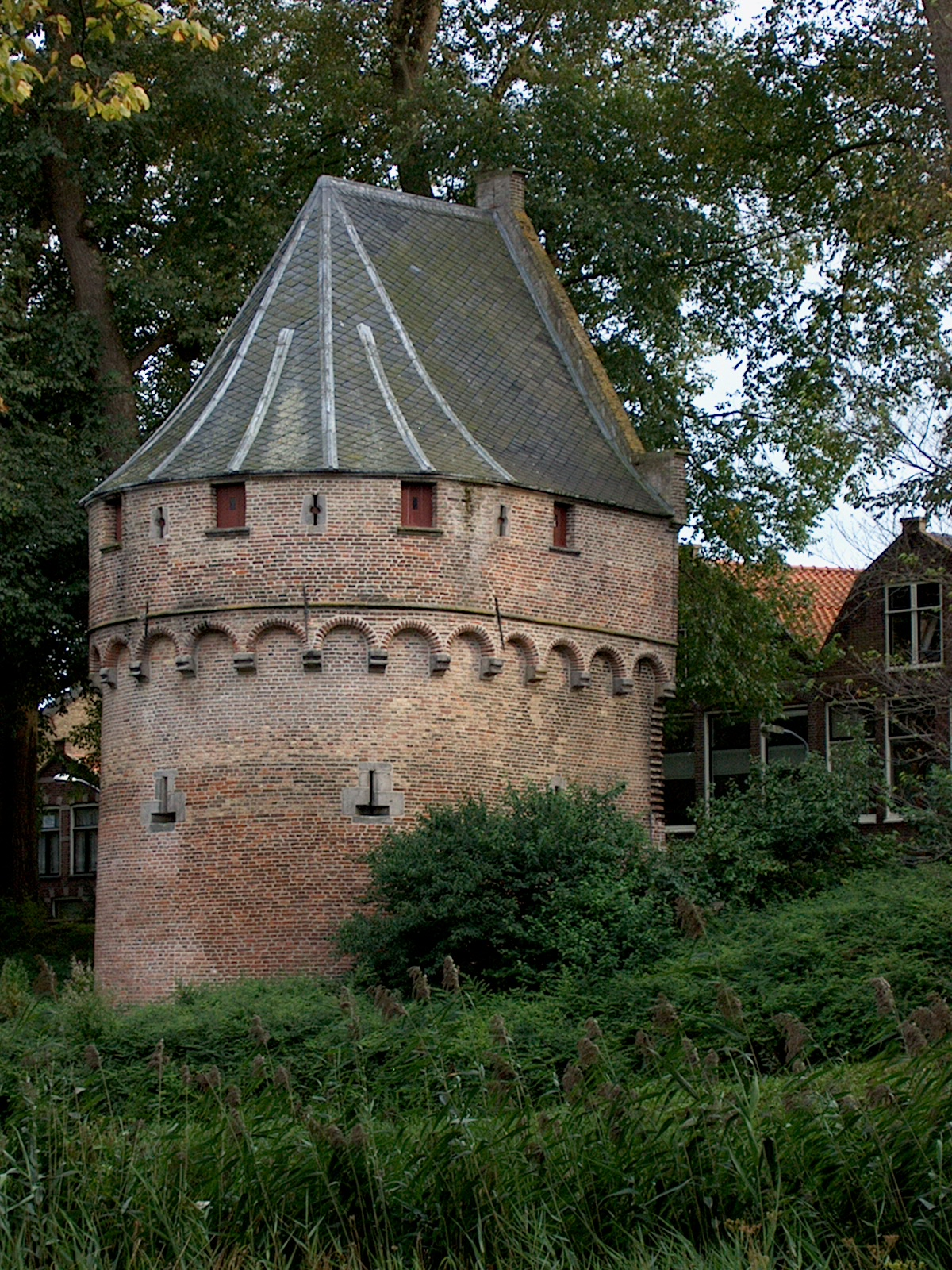
Maria- of Kruittoren aan de Achter de Vest 1
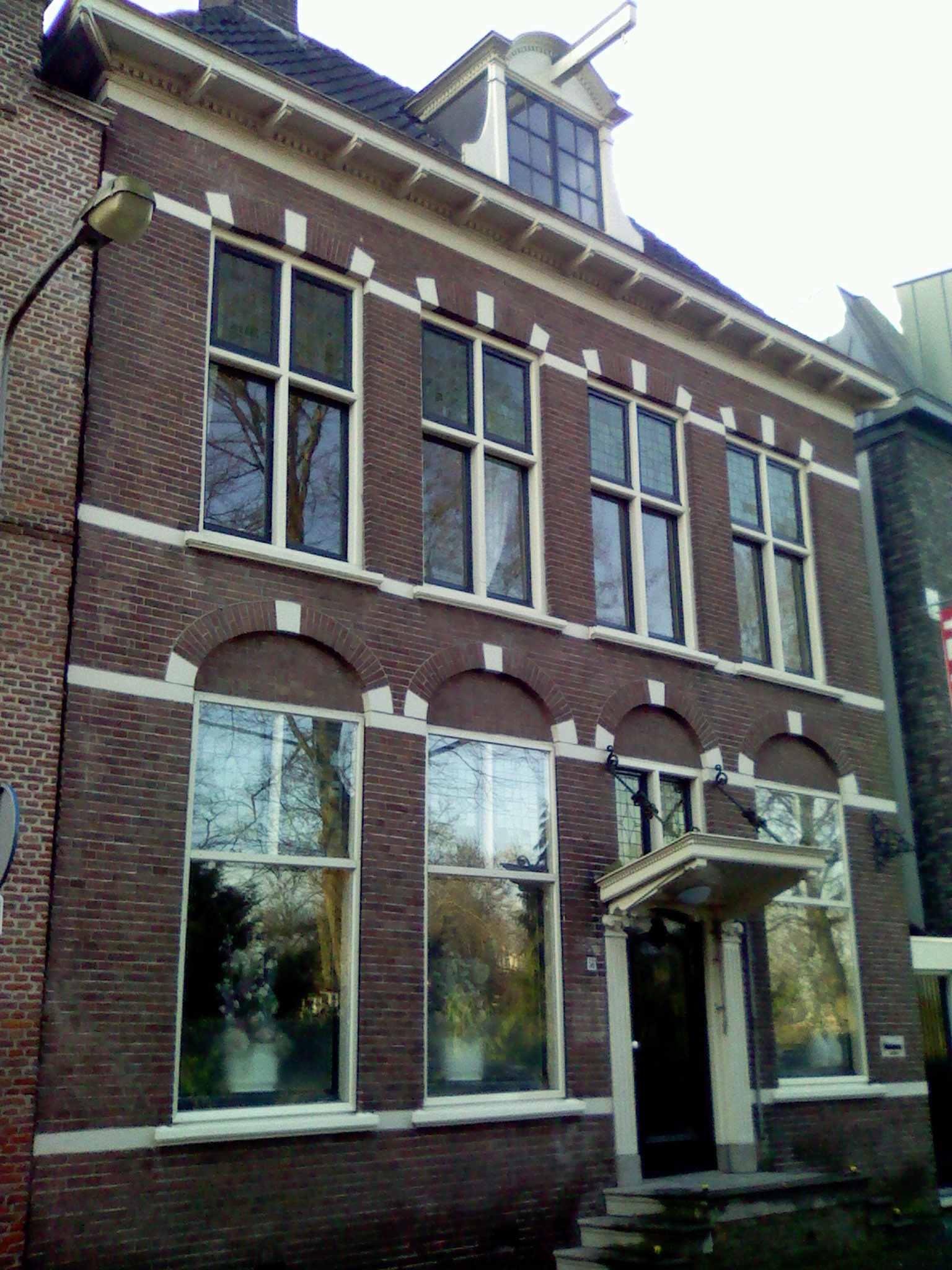
Achter de Vest 56, een gemeentelijk monument
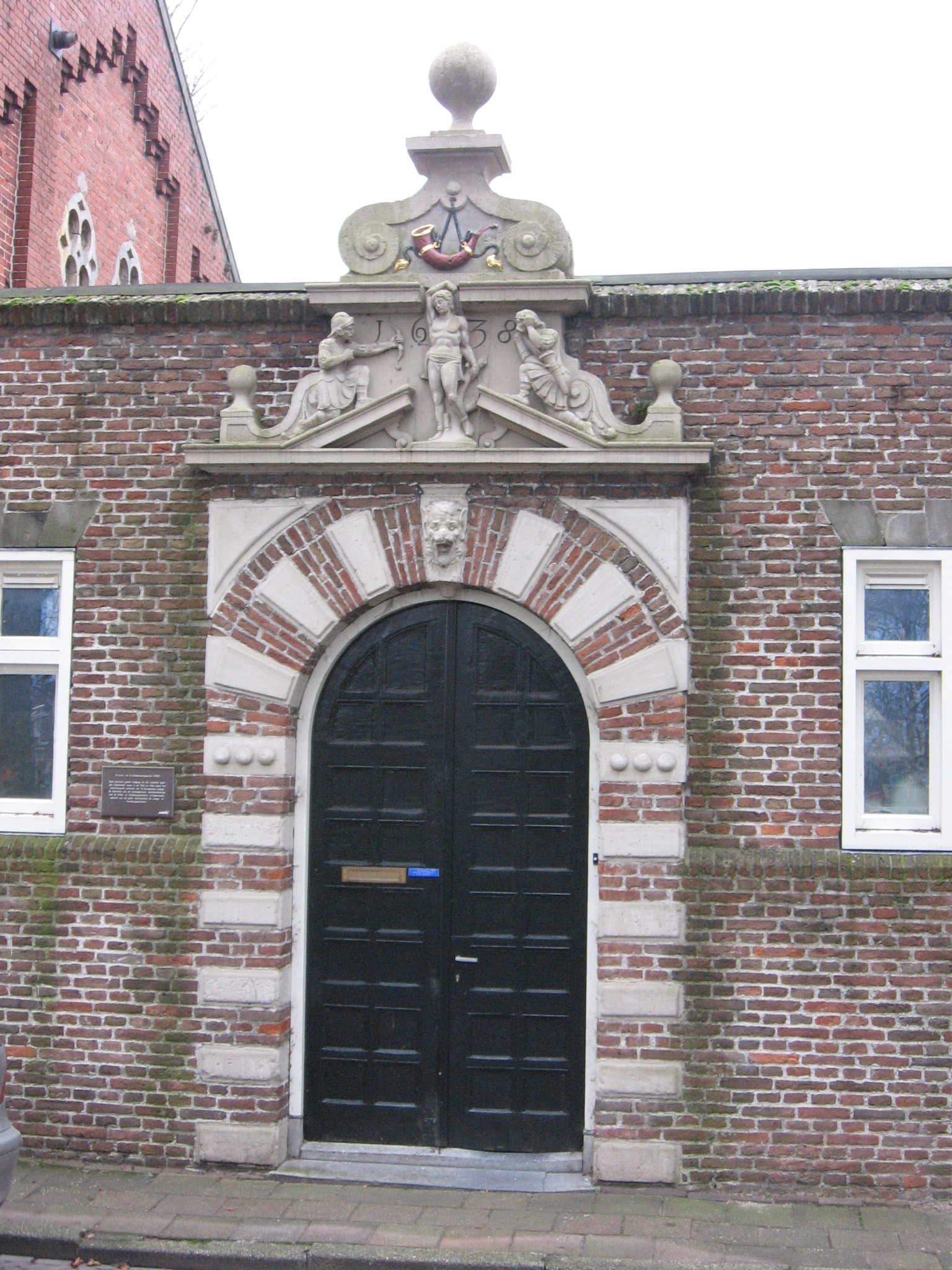
De Sint Sebastiaanpoort
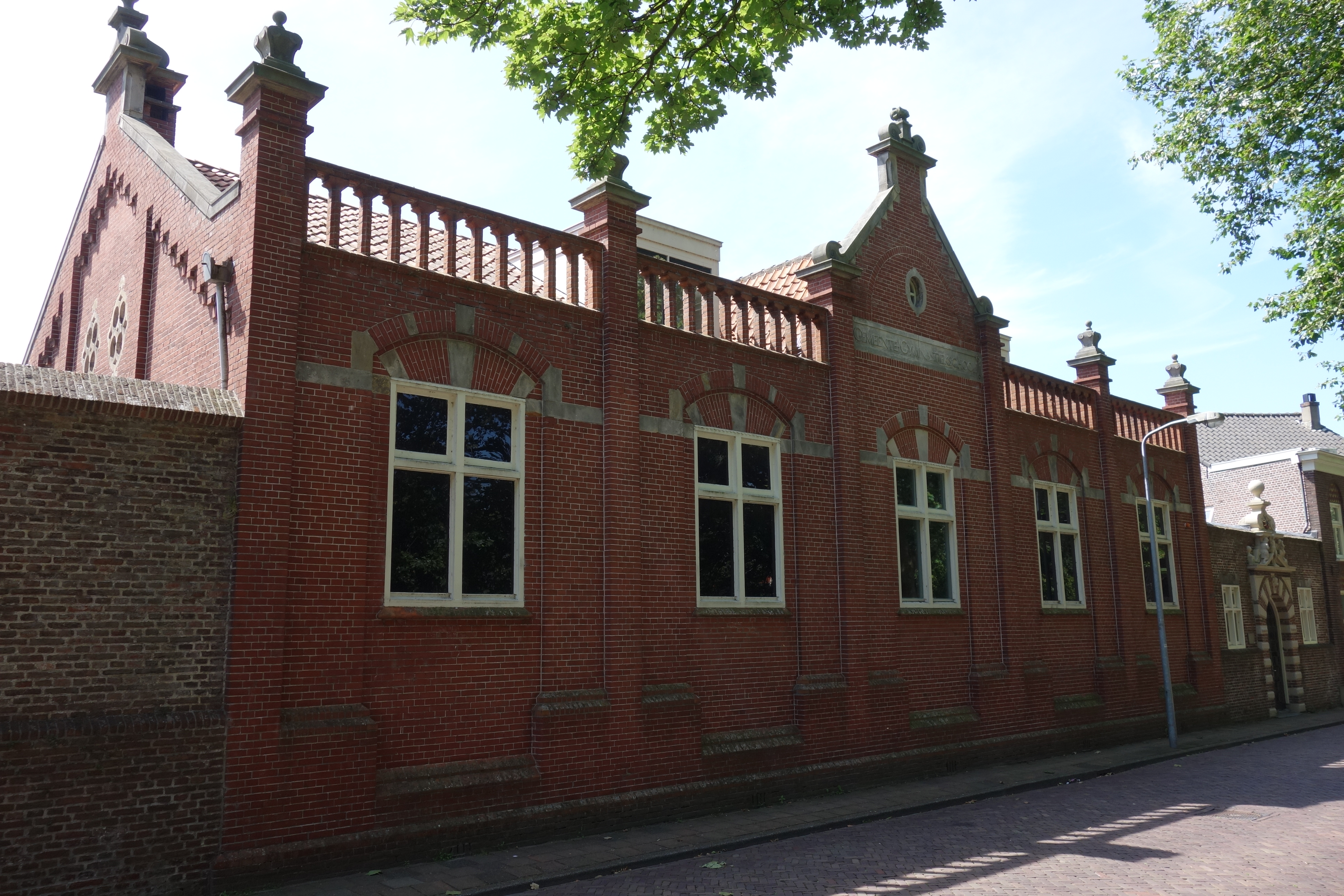
Achter de Vest 43, voormalige Gemeentelijke Gymnastiekzaal (staat tussen de twee poortjes), gemeentelijk monument
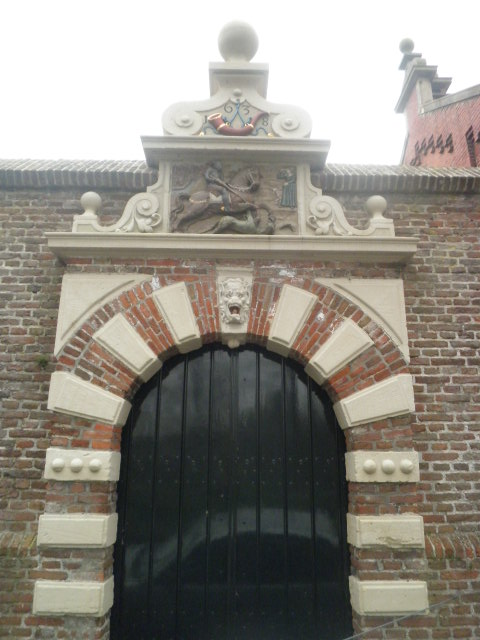
De Sint Jorispoort

Straten: ABC
· Achter de Vest
· Achter op 't Zand
· Achterom
· Achterstraat
· Appelhaven
· Baanstraat
· Bierkade
· Binnenluiendijk
· Breed
· Breestraat
· Buurtje
· Dal
· Draafsingel
· Dubbele Buurt
· G.J. Henninkstraat
· Gasfabriekstraat
· Gedempte Appelhaven
· Gedempte Turfhaven
· Gerritsland
· Gouw
· Grashaven
· Gravenstraat
· Grote Noord
· Grote Oost
· Hoge Vest
· Jeudje
· Italiaanse Zeedijk
· Keern (gedeeltelijk)
· Kerkstraat
· Kleine Noord
· Kleine Oost
· Koepoortsweg (gedeeltelijk)
· Korenmarkt
· Korte Achterstraat
· Kruisstraat
· Kuil
· Lange Kerkstraat
· Lindestraat
· Munnickenveld
· Muntstraat
· Nieuwe Noord
· Nieuwendam
· Nieuwland
· Nieuwstraat
· Noorderstraat
· Onder de Boompjes
· Oude Doelenkade
· Pakhuisstraat
· Peperstraat
· Ramen
· Scharloo
· Schuijteskade
· Slapershaven
· Spoorstraat
· Trommelstraat
· Turfhaven
· Veemarkt
· Veermanskade
· Venidse
· Vijzelstraat
· Vismarkt
· Visserseiland
· Vollerswaal
· West
· Westerdijk
· Wisselstraat
· Zon

Pleinen: De Driestal
· Kazerneplein
· Kerkplein
· Koepoortsplein
· Noorderveemarkt
· Roode Steen
· Vale Hen

Stegen: 't Glop
· Appelsteeg
· Arminiaanse Glop
· Bagijnensteeg
· Bottelsteeg
· Bottersteeg
· Broeksteeg
· Brouwerijsteeg
· Clara's Klooster
· De Zak
· Duinsteeg
· Foreestensteeg
· Geldersesteeg
· Gortsteeg
· Hanekamsteeg
· Hemelsteeg
· Hoogesteeg
· Jan Haringsteeg
· Jan van Necksteeg
· Jeroenensteeg
· Kleine Havensteeg
· Kloppoort
· Knipboogsteeg
· Mallegomsteeg
· Melknapsteeg
· Molsteeg
· Mosterdsteeg
· Nieuwsteeg
· Oosterkerksteeg
· Paardensteeg
· Paradijssteeg
· Pieterseliesteeg
· Pompsteeg
· Proostensteeg
· Schellinkhoutersteeg
· Schoolsteeg
· Schotland
· Sliep Schaar en Messteeg
· Slijksteeg
· Smelterssteeg
· Tempelsteeg
· Turfsteeg
· Watertje
· Wester St. Jansteeg
· Wijdebrugsteeg
· Wijdesteeg
· Zevenhoeksesteeg
· Zoutkeetsteeg